# Шкоцјан
Шкоцјан (словен. Škocjan) је насеље и управно средиште истоимене општине Шкоцјан, која припада Југоисточнословеначкој регији у Републици Словенији.
До територијалне реорганизације у Словенији налазио се у саставу старе општине Ново Место.
По попису становништва из 2011. године насеље Шкоцјан имало је 246 становника.